# Nowa Aleksandrówka (rejon głębocki)
Nowa Aleksandrówka – dawniej samodzielna wieś. Obecnie część Zalesia na Białorusi, w obwodzie witebskim, w rejonie głębockim, w sielsowiecie Zalesie.

## Historia
W czasach zaborów w gminie Zaleś w powiecie dzisieńskim, w guberni wileńskiej Imperium Rosyjskiego.
W latach 1921–1945 wieś leżała w Polsce, w województwie wileńskim, w powiecie dziśnieńskim, w gminie Zalesie.
Według Powszechnego Spisu Ludności z 1921 roku zamieszkiwało tu 66 osób, 40 było wyznania prawosławnego, 19 staroobrzędowego a 7 mojżeszowego. Jednocześnie 40 mieszkańców zadeklarowało białoruską, 19 rosyjską a 7 żydowską przynależność narodową. Było tu 11 budynków mieszkalnych. W 1931 w 11 domach zamieszkiwało 69 osób.
Wierni należeli do parafii prawosławnej w Zalesiu. Miejscowość podlegała pod Sąd Grodzki w Łużkach i Okręgowy w Wilnie; właściwy urząd pocztowy mieścił się w Zalesiu.
W wyniku napaści ZSRR na Polskę we wrześniu 1939 miejscowość znalazła się pod okupacją sowiecką. 2 listopada została włączona do Białoruskiej SRR. Od czerwca 1941 roku pod okupacją niemiecką. W 1944 miejscowość została ponownie zajęta przez wojska sowieckie i włączona do Białoruskiej SRR.
Od 1991 w składzie niepodległej Białorusi.